# Antonio Maria Magro

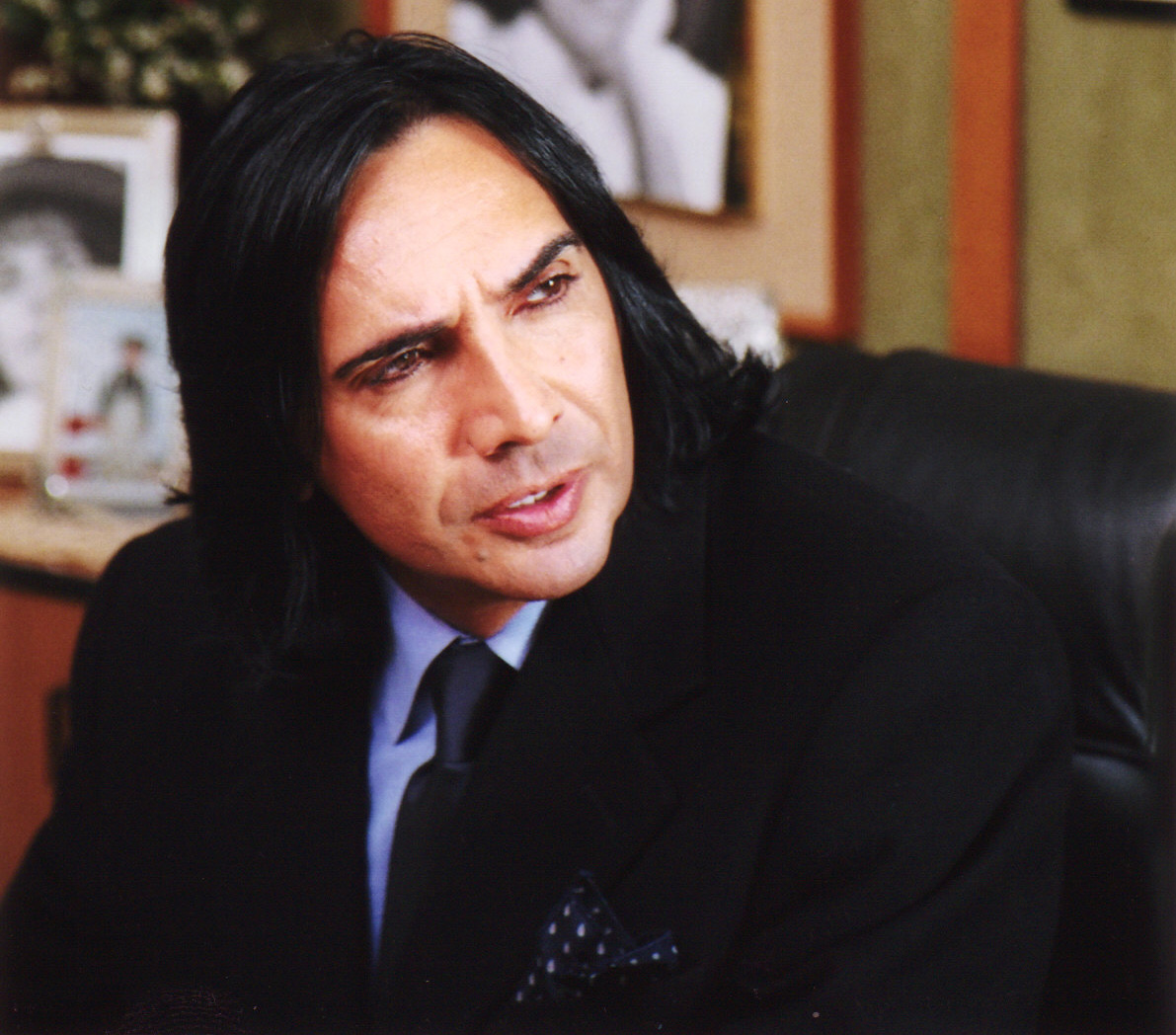
Antonio Maria Magro (2003)

Antonio Maria Magro (* 5. Juni 1954 in Ionari) ist ein italienischer Regisseur und Schauspieler.

## Leben
Magro wuchs in Bologna auf und war hauptsächlich für das Radio und das Fernsehen der RAI aktiv; daneben drehte er Dokumentarfilme. In jungen Jahren legte er 1976 den Spielfilm Decadenza vor, in dem auch Raf Vallone mitwirkte, der jedoch nur geringe Verbreitung erfuhr. Nach verschiedenen kurzen und mittellangen Filmen war Dov'era lei a quell'ora? aus dem Jahr 1992 ein erneuter Versuch, für das Kino zu arbeiten. Der unveröffentlicht gebliebene Film spielte erneut in einem Städtchen der Emilia-Romagna. 2003 wirkte er als Darsteller in einem ungarisch koproduzierten Film von Andras Ferenc als Italiener Paolo mit.
Für das Radio realisierte er zahlreiche Aufnahmen, unter ihnen Il sistema Rabadier mit Giorgio Albertazzi und Paola Quattrini. Für das Fernsehen schuf er unter anderem die 53-teilige Reihe I viaggi dell'anima.

## Filmografie (Auswahl)
- 1976: Decadenza
- 1990: L'ulivo e l'alloro
- 1992: Dov'era lei a quell'ora?
- 1995: Storie di seduzione